# Cordillère Centrale (Luçon)
Pour les articles homonymes, voir Cordillère Centrale.
La cordillère Centrale est une cordillère située dans le nord-ouest de l'île de Luçon aux Philippines. C'est la plus grande chaîne de montagnes des Philippines.
La région administrative de la Cordillère correspond aux territoires montagneux de la cordillère. C'est la seule région dépourvue d'accès à la mer.
La région est le foyer de nombreux peuples indigènes collectivement appelés les Igorots, possédant une culture d'activités collectives de fêtes, de danses mais aussi, depuis 2 000 ans, une architecture du paysage, un art des jardins, des jardins d'eau et rizières en terrasse épousant les courbes des montagnes. Fruit d'un savoir-faire transmis de génération en génération, des traditions sacrées et d'un organisation sociale, elles façonnent un paysage inscrit sur la liste du Patrimoine mondial de l'UNESCO depuis 1995,.

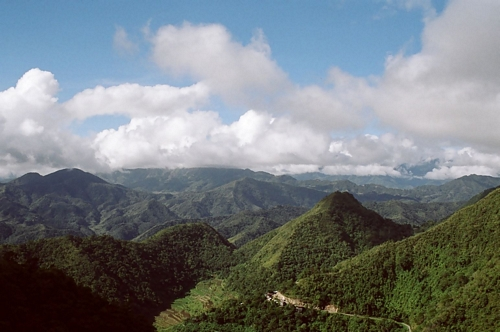
Paysage de la cordillère Centrale.